# Père malgré tout
Père malgré tout (Oh, Grow Up) est une série télévisée américaine en 13 épisodesde 22 minutes, créée par Alan Ball et dont seulement 11 épisodes ont été diffusés du 22 septembre au 28 décembre 1999 sur le réseau ABC.
En France, la série a été diffusée à partir du 4 septembre 2000 sur Comédie !.

## Synopsis
Trois hommes proches de la quarantaine se partagent un appartement à New York. Hunter multiplie les conquêtes, Norris se consacre à la peinture et Ford vient de quitter sa femme, se rendant compte qu'il est gay. Tout le monde vit en parfait unisson jusqu'au jour où l'un d'entre eux se retrouve père d'une fille de 18 ans.

## Distribution
- Stephen Dunham (VF : Olivier Destrez) : Hunter Franklin
- David Alan Basche (VF : Laurent Morteau) : Norris Michelsky
- John Ducey (VF : Sébastien Desjours) : Ford Lowell
- Rena Sofer (VF : Sybille Tureau) : Suzanne Vandermeer
- Niesha Trout (VF : Valérie Siclay) : Chloe Sheffield

## Épisodes
1. Chloé débarque (Pilot)
2. La Jolie Colocataire (Good Pop, Bad Pop)
3. L'Assurance vie (Love Stinks)
4. Le Président Ford (President of the House)
5. Satan est parmi nous (Marathon Men)
6. Un Halloween de rêve (Clods and Monsters)
7. L'Artiste fou (Hunter's Metamorphosis)
8. Patronne de choc (Himbo)
9. Papa ou pas papa [1/2] (The Parent Trap [1/2])
10. Papa ou pas papa [2/2] (The Parent Trap [2/2])
11. Le Vilain petit canard (Duckboy Flies Again)
12. Le Licenciement (Goodwill Hunter)
13. La Dernière Étincelle (Baby It's Cold Outside)